# عبد الصمد المعذل
أبو القاسم عبد الصمد المعذِّل بن غيلان بن الحكم بن البُختري الأسدي (؟ - ~240هـ/853م)  شاعر عربي من العصر العباسي الأوَّل.

## سيرته
ولِدَ عبد الصمد بن غيلان في مدينة البصرة ، وتاريخ ميلاده غير معروف، وتعود أصول أبيه إلى بني أسد من ربيعة، أما أمُّه المُسمَّاة «الزرقاء» فلا تذكر الروايات عنها شيئاً. نشأ عبد الصمد في البصرة، في أسرةٍ عُرِفت بكثرة شعرائها، فإخوته الثلاثة جميعهم شعراء مقلون، وكان أبوه شاعراً أيضاً. سكن عبد الصمد في البصرة وامتلك فيها بستاناً، وكانت تربطه عداوة بأخيه المُسمَّى أحمد، وهو شاعر بدوره وأديب وأحد قامات المعتزلة في مدينته، وكان عبد الصمد مُتكبِّراً شديد الهجاء عظيم الافتخار بنفسه كما تصفه الروايات. لا يُعرَف على وجه الدقة تاريخ وفاة عبد الصمد المعذل، غير أنَّ مؤرِّخو الأدب العربي يُقدِّرون وفاته قرابة العقد الثالث من القرن الثالث الهجري.

## شعره
اشتهر عبد الصمد المعذل بشعر الهجاء، ويُوصف شعره أنَّه حسن متين، وهو من جهابذة المُحدِّثين، ويُقارن بأبي تمام من هذه الناحية، وتناول عبد الصمد في أشعاره المديح والرثاء والهجاء والغزل والوصف. في العصر الحديث جمع ديوانه وحقَّقه زهير غازي زاهد في رسالة ماجستير مُقدَّمة إلى جامعة بغداد في 1968، ونُشِر ديوان عبد الصمد بتحقيقه في 1970 في النجف.

## وصلات خارجية
- ديوان عبد الصمد بن المعذل، على المكتبة الشاملة.